# 平方恭子
平方 恭子（ひらかた きょうこ、1970年10月16日 - ）は、日本のフリーアナウンサー。元福島放送アナウンサー。新潟県新発田市出身。所属事務所はオリオンズベルト。

## 来歴
青山学院大学文学部英米文学科卒業後、1993年に福島放送にアナウンサーとして入社。野球の実況中継を担当したいとの願望を持っており、1年目から全国高等学校野球選手権大会の取材などで経験を積んだ。4年目の春に朝日放送で選抜高等学校野球大会をラジオ中継する形式の研修を行い、夏の地方大会で初めて実況を担当した。6年目に開会式の実況を担当し、2002年には「第一回ANNアナウンサー大賞スポーツ部門奨励賞」を受賞。後輩の見本となることが求められる現状と経験を積まなければという気持ちの間で葛藤があったが、この二つがきっかけとなり2003年3月に退職。
英語留学を考えていたところロサンゼルスに日本人向けのラジオ局ができることを知り、大ファンだった野茂英雄に取材できればとの期待もあって同局のパーソナリティとなる。アメリカで活動している日本人を取材する中で、バスケットボール選手の田臥勇太にインタビューするスポーツライター宮地陽子の姿に刺激を受け、スポーツに関わる仕事に就きたいとの思いを強くする。2004年2月に帰国し春からフリーアナウンサーとなった。
CS放送のスカイ・Aが新設球団東北楽天ゴールデンイーグルスの試合中継開始にあたってレポーターを探していたところ、平方の経歴を知る人物が紹介したことなどから採用が決まり2005年から2008年に仙台を活動拠点として、事実上の球団オフィシャルレポーターの第1号としてスカイ・A sports+のLIVE RAKUTEN わしづかみ（楽天の主催試合中継）のベンチレポーターやヒーローインタビュアーを担当した。
その後は、活動拠点を東京に移すとともに、TCPのアナウンスセミナー講師などを務めている。
2014年からは、前年秋から楽天球団が「日本のプロスポーツ球団初の自主放送」として運営している楽天イーグルスラジオ「EAGLESTATION」日本語版で、日替わりMC陣の1人として試合の実況を担当する。

## 出演履歴

### 現在出演中の番組
- 楽天イーグルスラジオ「EAGLESTATION」日本語版MC（2014年 - 、楽天主催試合の開催中にのみ配信）

### 過去に出演した番組
- あいうえお天気目玉焼きLサイズ（福島放送、キャスター）
- 高校野球中継実況（福島放送1996年－2002年、TOKYOMX2010年）
- ふくしまスーパーJチャンネル（福島放送、キャスター）
- 輝け!全国おもしろニュースグランプリ
- スーパーJチャンネルみやぎ（東日本放送、リポーター・取材ディレクター担当）
- スカイ・Aスタジアム LIVE RAKUTEN わしづかみ（スカイ・A sports+、リポーター担当）
- ハンチョウ〜神南署安積班〜 第3シリーズ 第7話（TBSテレビ、TVリポーター役、2010年8月16日）
- CONTROL〜犯罪心理捜査〜 第2話（フジテレビ、TVリポーター役、2011年1月18日）
- 楽天わしづかみ（スカイ・A sports+、司会MC担当）

## 著書
- 楽天イーグルスを支えた十傑 (長崎出版 2010年1月)